# Jussara (kommun i Brasilien, Paraná)
Jussara är en kommun i Brasilien.   Den ligger i delstaten Paraná, i den södra delen av landet, 1 000 km sydväst om huvudstaden Brasília. Antalet invånare är 6 613. Arean är 211 kvadratkilometer.
Terrängen i Jussara är lite kuperad.
Trakten runt Jussara består till största delen av jordbruksmark. Runt Jussara är det ganska glesbefolkat, med 30 invånare per kvadratkilometer.